# Lac Chala
Le lac Chala, également connu sous le nom de lac Challa, est un lac de cratère qui chevauche la frontière entre le Kenya et la Tanzanie.  

## Description
Situé à l'est du Kilimandjaro, à 8 kilomètres au nord de Taveta au Kenya et à 55 kilomètres à l'est de Moshi en Tanzanie, le lac Chala s'est formé il y a environ 250 000 ans. Il est entouré d'un bord de cratère escarpé d'une hauteur maximale de 170 mètres. 
Les précipitations annuelles moyennes sur le lac sont d'environ 565 millimètres. Sa surface a une évaporation annuelle moyenne de près de 1735 millimètres. Environ 80 pour cent de l'afflux du lac provient des eaux souterraines issues principalement des précipitations dans la zone forestière de montagne du mont Kilimandjaro, à une altitude située entre 1 800 m et 2 800 mètres. Il faut environ 3 mois aux eaux souterraines pour atteindre le lac. Elles s'y déversent selon un volume annuel estimé à 8 390 000 mètres cubes de 1964 à 1977. 

## Écologie

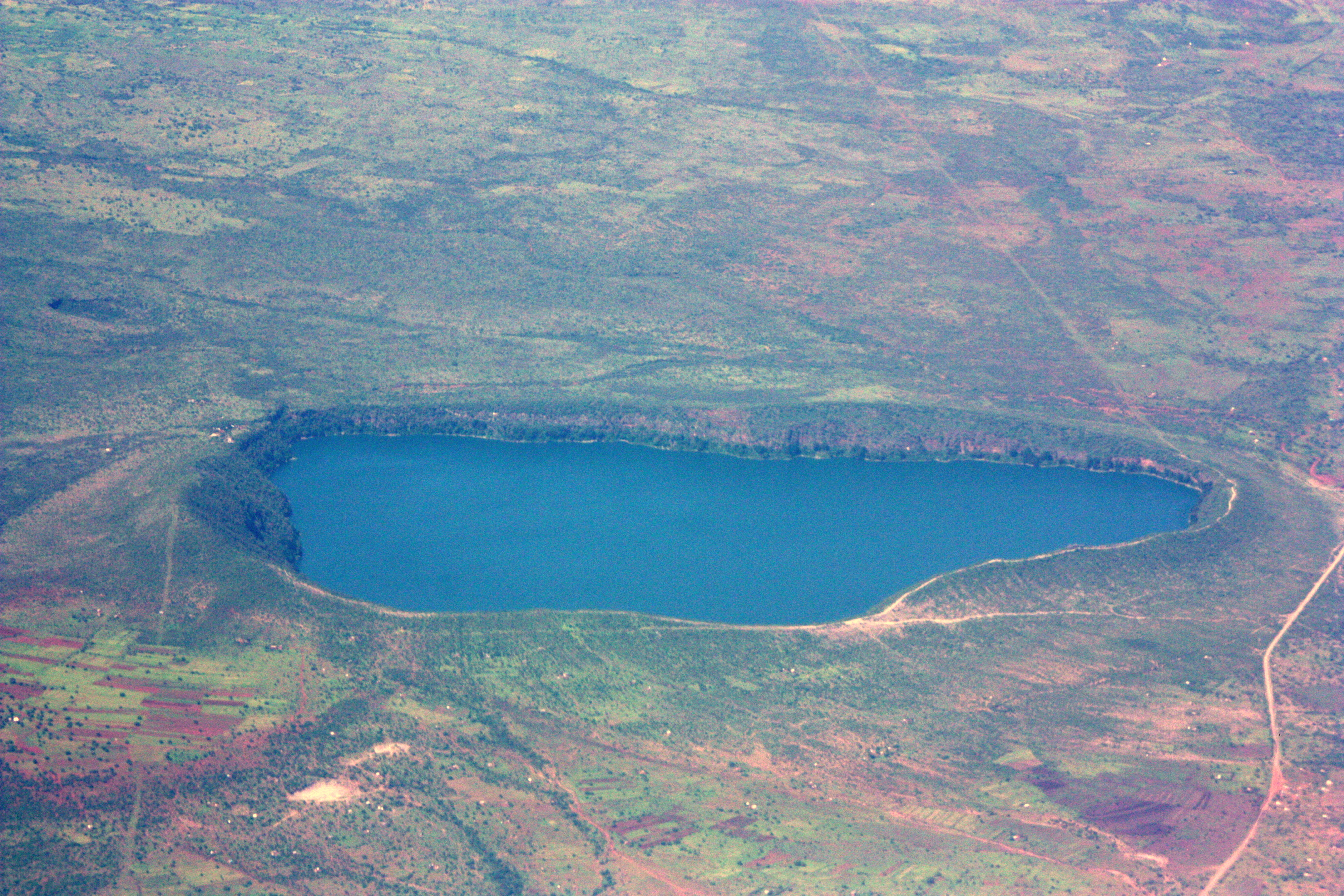
Photo aérienne du lac Chala.

Le seul poisson indigène est le « tilapia du lac Chala » (Oreochromis hunteri), que l'on ne trouve nulle part ailleurs dans le monde,. Il est considéré en danger critique d'extinction par l'UICN. Il est maintenant largement dépassé en nombre par d'autres espèces de tilapias qui ont été introduites dans le lac,.  

## Faune
Une femme britannique de 18 ans a été tuée en 2002 par un crocodile du Nil relativement petit alors qu'elle nageait la nuit dans le lac,. Quelques jours plus tard, le service de police du Kenya a déclaré que le lac était « infesté » de crocodiles, tandis que le Kenya Wildlife Service a déconseillé la pratique de la nage dans le lac en raison de la présence de crocodiles.

## Voir également
- Liste des lacs de Tanzanie